# Ski acrobatique aux Jeux olympiques de 2010
Navigation
Turin 2006 Sotchi 2014

## Placement

### Hommes
| Épreuves                      | Or                       | Argent                | Bronze                |
| ----------------------------- | ------------------------ | --------------------- | --------------------- |
| Bosses résultats détaillés    | Alexandre Bilodeau (CAN) | Dale Begg-Smith (AUS) | Bryon Wilson (USA)    |
| Saut résultats détaillés      | Alexei Grishin (BLR)     | Jeret Peterson (USA)  | Zhongqing Liu (CHN)   |
| Ski Cross résultats détaillés | Michael Schmid (SUI)     | Andreas Matt (AUT)    | Audun Groenvold (NOR) |

### Femmes
| Épreuves                      | Or                    | Argent               | Bronze                 |
| ----------------------------- | --------------------- | -------------------- | ---------------------- |
| Bosses résultats détaillés    | Hannah Kearney (USA)  | Jennifer Heil (CAN)  | Shannon Bahrke (USA)   |
| Saut résultats détaillés      | Lydia Lassila (AUS)   | Nina Li (CHN)        | Xinxin Guo (CHN)       |
| Ski Cross résultats détaillés | Ashleigh McIvor (CAN) | Hedda Berntsen (NOR) | Marion Josserand (FRA) |

## Résultats détaillés

### Hommes

#### Bosses
| Place | Nation     | Athlète                   | Note  |
| ----- | ---------- | ------------------------- | ----- |
| 1er   | Canada     | Alexandre Bilodeau        | 26.75 |
| 2e    | Australie  | Dale Begg-Smith           | 26.58 |
| 3e    | États-Unis | Bryon Wilson              | 26.08 |
| 4e    | Canada     | Vincent Marquis           | 25.88 |
| 5e    | Canada     | Pierre-Alexandre Rousseau | 25.83 |
| 6e    | France     | Guilbaut Colas            | 25.74 |
| 7e    | Japon      | Sho Endo                  | 25.38 |
| 8e    | Suède      | Jesper Björnlund          | 25.12 |

#### Saut

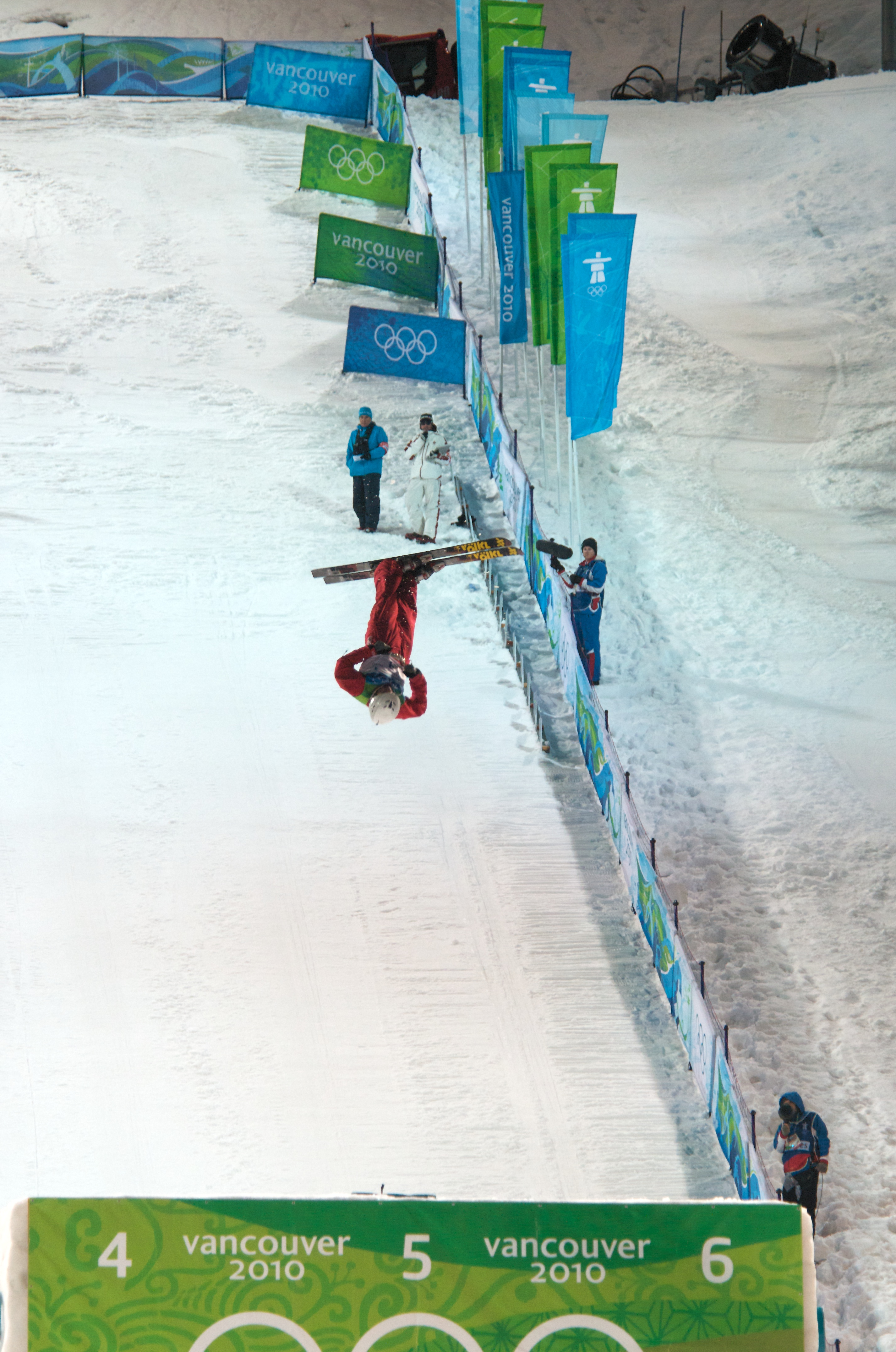
Finale du concours de saut acrobatique.

| Place | Nation      | Athlète        | Note   |
| ----- | ----------- | -------------- | ------ |
| 1er   | Biélorussie | Alexei Grishin | 248.41 |
| 2e    | États-Unis  | Jeret Peterson | 247.21 |
| 3e    | Chine       | Zhongqing Liu  | 242.53 |
| 4e    | États-Unis  | Ryan St. Onge  | 239.93 |
| 5e    | Canada      | Kyle Nissen    | 239.31 |
| 6e    | Chine       | Zongyang Jia   | 237.57 |
| 7e    | Chine       | Guangpu Qi     | 234.85 |
| 8e    | Canada      | Steve Omischl  | 233.66 |

#### Ski Cross
| Place | Nation    | Athlète              |
| ----- | --------- | -------------------- |
| 1er   | Suisse    | Michael Schmid       |
| 2e    | Autriche  | Andreas Matt         |
| 3e    | Norvège   | Audun Groenvold      |
| 4e    | Canada    | Christopher Delbosco |
| 5e    | France    | Enak Gavaggio        |
| 6e    | Canada    | Davey Barr           |
| 7e    | Australie | Scott Kneller        |
| 8e    | Slovénie  | Filip Flisar         |

### Femmes

#### Bosses
| Place | Nation     | Athlète               | Note  |
| ----- | ---------- | --------------------- | ----- |
| 1er   | États-Unis | Hannah Kearney        | 26.63 |
| 2e    | Canada     | Jennifer Heil         | 25.69 |
| 3e    | États-Unis | Shannon Bahrke        | 25.43 |
| 4e    | Japon      | Aiko Uemura           | 24.68 |
| 5e    | Canada     | Chloé Dufour-Lapointe | 24.87 |
| 6e    | Autriche   | Margarita Marbler     | 23.69 |
| 7e    | Russie     | Ekaterina Stolyarova  | 23.55 |
| 8e    | Japon      | Arisa Murata          | 23.22 |

#### Saut
| Place | Nation      | Athlète        | Note   |
| ----- | ----------- | -------------- | ------ |
| 1er   | Australie   | Lydia Lassila  | 214.74 |
| 2e    | Chine       | Nina Li        | 207.23 |
| 3e    | Chine       | Xinxin Guo     | 205.22 |
| 4e    | Biélorussie | Assoli Slivets | 198.69 |
| 5e    | Australie   | Jacqui Cooper  | 194.29 |
| 6e    | Chine       | Mengtao Xu     | 191.61 |
| 7e    | Chine       | Shuang Cheng   | 187.87 |
| 8e    | Biélorussie | Alla Tsuper    | 181.84 |

#### Ski Cross
| Place | Nation   | Athlète                 |
| ----- | -------- | ----------------------- |
| 1er   | Canada   | Ashleigh McIvor         |
| 2e    | Norvège  | Hedda Berntsen          |
| 3e    | France   | Marion Josserand        |
| 4e    | Autriche | Karin Huttary           |
| 5e    | Canada   | Kelsey Serwa            |
| 6e    | Suède    | Anna Holmlund           |
| 7e    | Suisse   | Fanny Smith             |
| 8e    | Norvège  | Julie Brendengen Jensen |

## Tableau des médailles
| Rang  | Nation      | Or | Argent | Bronze | Total |
| ----- | ----------- | -- | ------ | ------ | ----- |
| 1     | Canada      | 2  | 1      | 0      | 3     |
| 2     | États-Unis  | 1  | 1      | 2      | 4     |
| 3     | Australie   | 1  | 1      | 0      | 2     |
| 4     | Biélorussie | 1  | 0      | 0      | 1     |
| 4     | Suisse      | 1  | 0      | 0      | 1     |
| 6     | Chine       | 0  | 1      | 2      | 3     |
| 7     | Norvège     | 0  | 1      | 1      | 2     |
| 8     | Autriche    | 0  | 1      | 0      | 1     |
| 9     | France      | 0  | 0      | 1      | 1     |
| Total | Total       | 6  | 6      | 6      | 18    |